# Аннаполіс (Міссурі)
Аннаполіс (англ. Annapolis) — місто (англ. city) в США, в окрузі Айрон штату Міссурі. Населення — 250 осіб (2020).

## Географія
Аннаполіс розташований за координатами 37°21′40″ пн. ш. 90°41′55″ зх. д. / 37.36111° пн. ш. 90.69861° зх. д. (37.361207, -90.698482).  За даними Бюро перепису населення США в 2010 році місто мало площу 0,96 км², з яких 0,93 км² — суходіл та 0,03 км² — водойми.

## Демографія
Згідно з переписом 2010 року, у місті мешкало 345 осіб у 155 домогосподарствах у складі 85 родин. Густота населення становила 359 осіб/км².  Було 171 помешкання (178/км²).
Расовий склад населення:
| - 99,1 % — білих - 0,3 % — корінних американців |

До двох чи більше рас належало 0,3 %. Частка іспаномовних становила 0,9 % від усіх жителів.
За віковим діапазоном населення розподілялося таким чином: 24,9 % — особи молодші 18 років, 56,3 % — особи у віці 18—64 років, 18,8 % — особи у віці 65 років та старші. Медіана віку мешканця становила 40,2 року. На 100 осіб жіночої статі у місті припадало 84,5 чоловіків;  на 100 жінок у віці від 18 років та старших — 81,1 чоловіків також старших 18 років.
Середній дохід на одне домашнє господарство  становив 45 150 доларів США (медіана — 26 875), а середній дохід на одну сім'ю — 49 911 долар (медіана — 31 563). Медіана доходів становила 43 750 доларів для чоловіків та 26 786 доларів для жінок. За межею бідності перебувало 35,4 % осіб, у тому числі 45,2 % дітей у віці до 18 років та 32,7 % осіб у віці 65 років та старших.
Цивільне працевлаштоване населення становило 191 осіб. Основні галузі зайнятості: виробництво — 35,1 %, освіта, охорона здоров'я та соціальна допомога — 22,5 %, науковці, спеціалісти, менеджери — 8,9 %, роздрібна торгівля — 8,4 %.